# La Princesa (Málaga)
La Princesa es un barrio perteneciente al distrito Carretera de Cádiz de la ciudad andaluza de Málaga, España. Se encuentra situado entre las vías de acceso a la estación de Málaga-María Zambrano y la calle de Héroe Sostoa. Según la delimitación oficial del ayuntamiento, limita al sureste con los barrios de Parque Ayala, Jardín de la Abadía y Huelin; al suroeste con el polígono industrial Ronda Exterior; y al noroeste con el polígono industrial La Cordobesa.
Los vecinos de este barrio han sido tradicionalmente trabajadores del sector ferroviario vinculados a la vecina estación de trenes, en activo o jubilados. También se conservan restos de actividad industrial que ya cesó. Dentro de La Princesa, se encuentran otras zonas consideradas como otros barrios por los vecinos como La Isla o La Cordobesa.

## Transporte
En autobús queda conectado mediante las siguientes líneas de la EMT: 
| 1  | Parque del Sur - Avda. Europa (San Andrés)                    | Recorrido | 8-9 minutos                                    |    |                         |           |            |
| 3  | Puerta Blanca - El Palo (C. Olías)                            | Recorrido | 8 minutos                                      |    |                         |           |            |
| 5  | Alameda Principal - Guadalmar / Parque de Ocio / Ctra de Coín |           |                                                |    |                         |           |            |
| 7  | Parque Litoral - Carlinda                                     |           |                                                |    |                         |           |            |
| 9  | Alameda Principal - Churriana                                 | Recorrido | 25-30 minutos                                  |    |                         |           |            |
| 10 | Alameda Principal - Churriana                                 | Recorrido | 25-30 minutos                                  |    |                         |           |            |
| 15 | La Virreina - Santa Paula                                     | Recorrido | 11-12 minutos                                  |    |                         |           |            |
| 22 | Avda. Molière - Universidad                                   | Recorrido | 10 minutos (16-18 minutos en época no lectiva) |    |                         |           |            |
| 27 | Avenida M. A. Heredia - Polígono I. Guadalhorce               | Recorrido | 70-80 minutos                                  |    |                         |           |            |
| 31 | Paseo del Parque - Palacio de Deportes                        | Recorrido | 18-25 minutos                                  |    |                         |           |            |
| A  | Paseo del Parque - Aeropuerto                                 | Recorrido | 30-35 minutos                                  | N1 | Puerta Blanca - El Palo | Recorrido | 25 minutos |